# Скароне, Марьела
Марьела Карла Скароне (исп. Mariela Carla Scarone, род. 4 октября 1986 года, Буэнос-Айрес, Аргентина) — аргентинская хоккеистка на траве, защитник клуба «Сьюдад де Буэнос-Айрес» и сборной Аргентины. Серебряный призёр летних Олимпийских игр 2012 года, чемпионка мира 2010 года, четырёхкратная победительница Трофея чемпионов. Отмечена наградами со стороны министерства спорта Аргентины.

## Биография

### Клубная карьера
Марьела начала заниматься хоккеем на траве в возрасте пяти лет в составе клуба «Комуникасьонес» вместе со своей сестрой, пока они не перебрались в клуб «Аркитектура». Там Марьела выступала в составе разных дивизионов, пока в 2003 году не перешла в клуб «Сьюдад де Буэнос-Айрес». В его составе она играет в настоящее время.

### Карьера в сборной
В начале 2009 года Марьела дебютировала за национальную сборную в матче против сборной США и стала игроком основы. В составе команды она выиграла чемпионат мира 2010 года, четыре раза Трофей чемпионов (2009, 2010, 2012, 2014) и Панамериканский кубок 2013 года. Также она становилась серебряным призёром Панамериканских игр 2011 года, серебряным призёром Трофея чемпионов 2011, серебряным призёром Олимпиады в Лондоне и бронзовым призёром чемпионата мира 2014 года.
В финальном матче Олимпиады-2012, который Аргентина проиграла Нидерландам, Марьела на 11-й минуте в одном из игровых эпизодов получила удар в лицо клюшкой с последующим рассечением щеки и кровотечением. Тем не менее, Марьела отказалась уходить и довела матч до конца. Фотографии Марьелы, которой останавливали кровотечение, с того финала неоднократно использовались журналистами и блогерами как пример спортсменов, которые не снимаются с соревнований и продолжают выступления, несмотря на полученные травмы.

### Личная жизнь
Проживает в квартале Вилла-Девото с семьёй. Получила высшее образование по специальности «преподаватель физкультуры». Именем Марьелы Скароне назван один из колледжей в районе Эскобар Буэнос-Айреса.